# 栃木温泉 湯楽の里
栃木温泉 湯楽の里（とちぎおんせん ゆらのさと）は、栃木県栃木市大町にある温泉施設（スーパー銭湯）である。
源泉は2005年（平成17年）3月に地下1,000 mから温泉の湧出に成功したものを使用している。

## 泉質
- 炭酸水素塩温泉（重曹泉）[1]
  - 源泉温度：46.3℃[1]
- 効能 - 神経痛、筋肉痛、関節痛、五十肩、運動麻痺、関節のこわばり、打ち身、くじき、慢性消化器病、痔疾、冷え症、病後回復期、疲労回復、健康増進[2]。

## 概要
露天風呂には天然温泉掛け流しの『源泉風呂』が存在し、オートロウリュウ機能付きサウナや、高濃度炭酸泉やジェットバス、寝湯が備えられている。
この他、お食事処、休憩スペース、漫画コーナー、ボディケア・アカスリ・エステ、コインマッサージ、ゲームコーナー、喫煙所、日焼けマシーン（男湯のみ）などが完備されている。